# آریل ریچ‌شید
آریل ریچ‌شید (‎/ˈrɛkʃaɪd/‎ REK-shyde;) (به انگلیسی: Ariel Rechtshaid) تهیه‌کننده موسیقی، مهندس صدا، مهندس میکس، نوازنده چندساز و ترانه‌پرداز آمریکایی می‌باشد. وی تاکنون سه جایزهٔ گرمی برای تهیه‌کنندگی موسیقی دریافت نموده‌است.